# Anemonastrum canadense

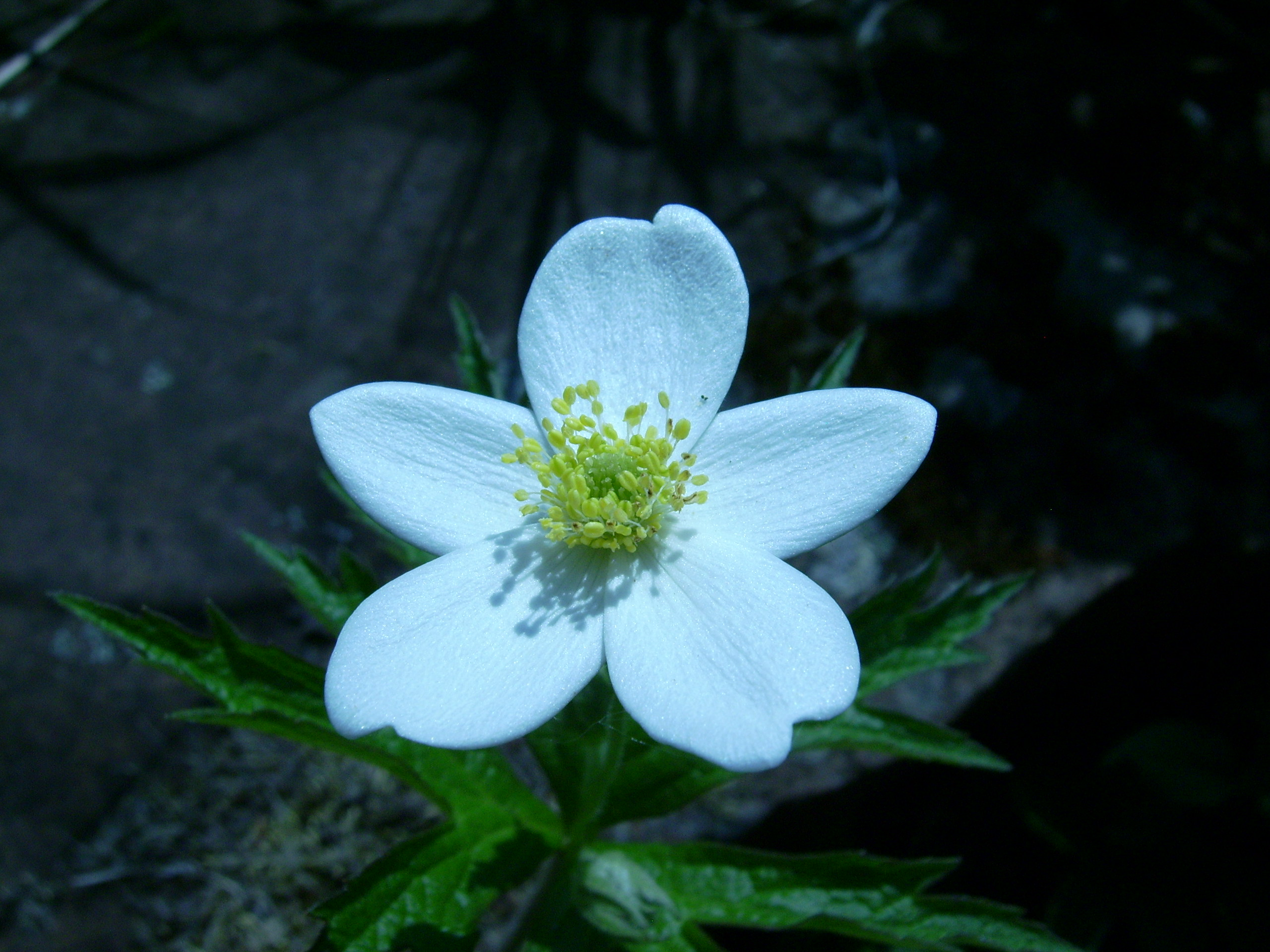
Detalle de la flor

La anémona de Canadá (Anemonastrum canadense) es una planta herbácea de la familia de las ranunculáceas. Se encuentra en Norteamérica.

## Descripción
Es una planta herbácea perennifolia originaria de los prados húmedos, los matorrales, de los bancos de la corriente de los ríos y de los lagos en las costas de América del Norte, extendiéndose rápidamente por medio de rizomas. Las flores con 5 sépalos y numerosos estambres florecen a partir de finales de la primavera hasta el verano en los tallos por encima de un racimo de hojas. Los frutos son aquenios.

## Usos
En tiempos antiguos se utilizaban médicamente por los pueblos indígenas de Norteamérica como astringente y como curación para las heridas, llagas, hemorragias nasales, y como un lavaojos. La raíz era respetada por tribus de las llanuras y se utilizaba para muchas dolencias.

## Taxonomía
La especie fue descrita originalmente como Anemone canadensis por Carlos Linneo y publicado en Systema Naturae, ed. 12 3: 231, en 1768, actualmente es tanto un sinónimo como el basónimo de esta; y ulteriormente sería transferida al género Anemonastrum por Serhí Mosiakin en Phytoneuron 2016-79: 4, en 2016.

#### Etimología
Ver: Anemonastrum
canadense: epíteto geográfico que alude a su localización en Canadá.